# Bonbon
Cet article possède des paronymes, voir Bombon (homonymie) et BonBon.
Pour les articles homonymes, voir Bonbon (homonymie).
 (mai 2020).
Si vous disposez d'ouvrages ou d'articles de référence ou si vous connaissez des sites web de qualité traitant du thème abordé ici, merci de compléter l'article en donnant les références utiles à sa vérifiabilité et en les liant à la section « Notes et références ».

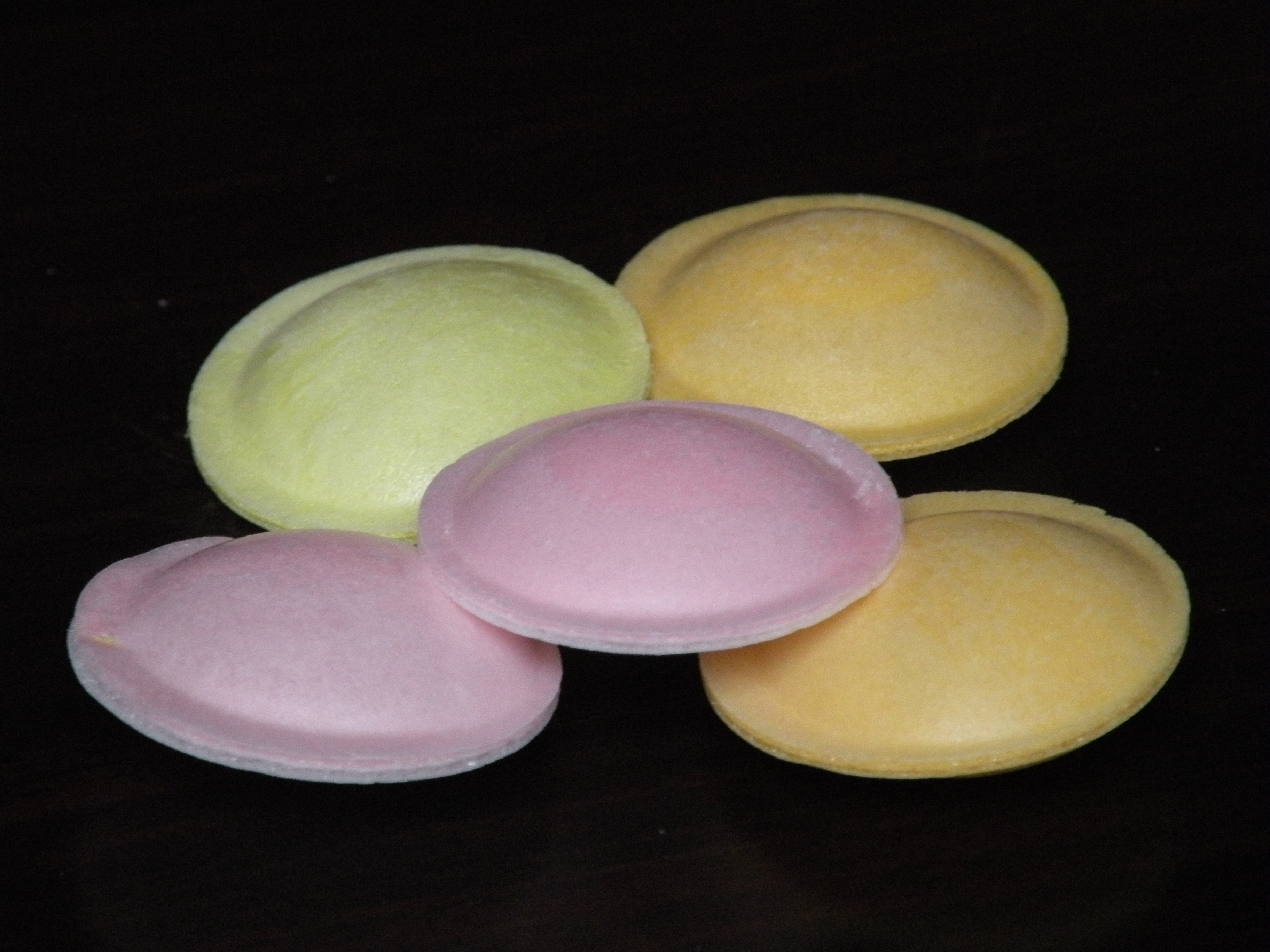
Bonbons capsules.

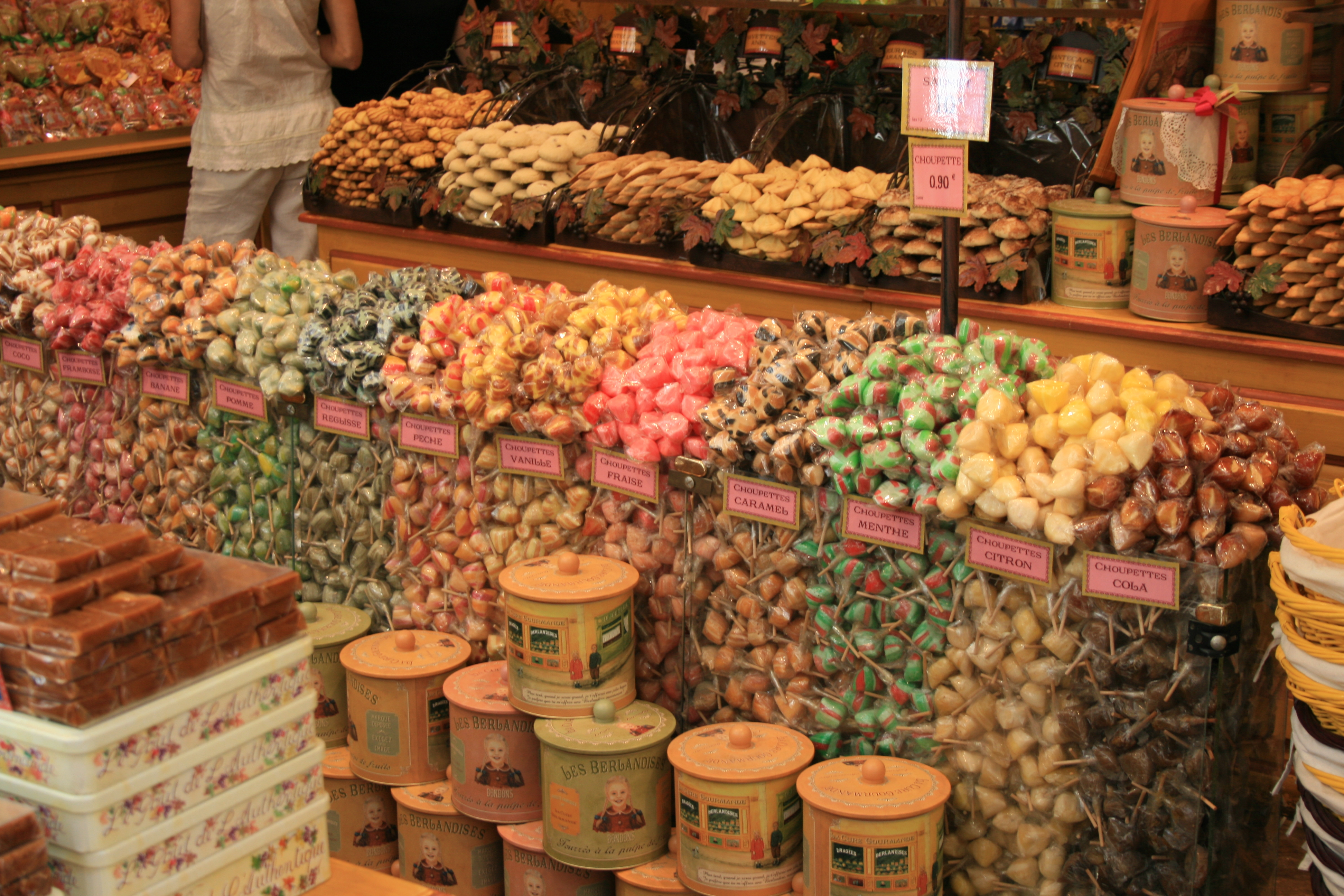
Étal de chiques ou choupettes.

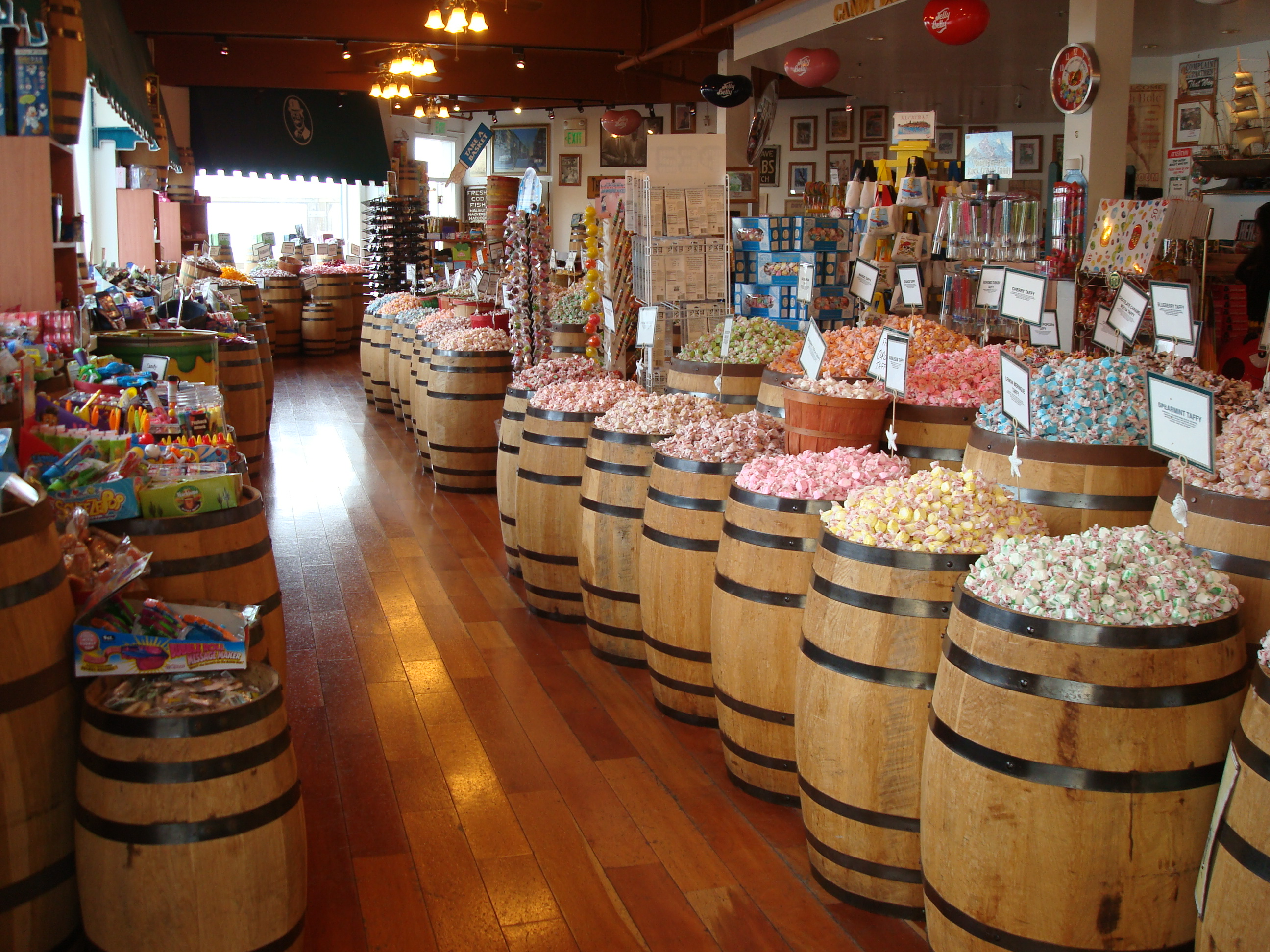
Confiserie à Sacramento en Californie.

Un bonbon est une confiserie, généralement aromatisée et colorée, avec divers goûts, consistances et textures, et parfois salés (ex. : caramels salés) ou légèrement voire très fortement acidifiés. Ils peuvent être fourrés et sont parfois alcoolisés... On en compte en France plus de 20 variétés et plus de 600 spécialités régionales, vendus au poids, en vrac ou conditionnés en sachet, emballés individuellement ou non.

## Histoire
Les sucreries datent probablement de la préhistoire.
Six cents ans avant notre ère, les Perses, découvrant qu'un « roseau » donne du « miel » sans nécessiter de ruche, ils en font une friandise. Le loukoum est préparé à partir de sirop de datte.
Les pâtissiers et confiseurs produisent divers types de sucreries, mais qui restent longtemps des produits de luxe. Le bonbon de malte, réputé soigner (ou ne pas soigner) le mal de mer à l'époque de Théophile Gautier, n'était semble-t-il que des pastilles de Vichy (à base de bicarbonate de soude) présenté sous une autre forme.
Sa consommation varie selon les contextes socioculturels et familiaux, selon la période de l'année (fêtes d'Halloween, de Noël, de Pâques, anniversaires...).
Elle a été et est encore fortement poussée par l'industrie sucrière et la baisse des coûts du sucre, au XIXe siècle, et par l'industrie agroalimentaire qui a profité de l'extension de la culture de la betterave à sucre et de la canne à sucre. Ce marché, hautement lucratif, est l'un des plus rémunérateurs de l’industrie agroalimentaire (chiffre d'affaires : plus d'1,4 milliard d'euros en 2022).
Ce marché s'est largement mondialisé, en visant les enfants qui en sont les principales cibles, via les campagnes publicitaires et la mise en valeur des bonbons dans les supermarchés notamment, au détriment de la santé, dentaire notamment.
Certains médicaments sont confondus par les enfants avec des bonbons, et alors source potentielle d'accidents graves.

## Statistiques
Il ne semble pas exister de statistiques pour le monde entier, mais selon le planétoscope, la France consommerait en 2024 environ 214 500 tonnes de bonbons et confiseries par an (soit 6,8 kg par seconde et 3,3 kg par personne, loin derrière la Suède (plus de 7 kg par personne) ou le Danemark (6,2 kg) ou les anglais (4,6 kg).
En 2012, les Français ont dépensé 1,054 milliards d'euros pour acheter 224 000 tonnes de bonbons et sucreries, alors qu'en 2003, ils avaient dépensé 1 md € environ pour 216 000 tonnes (+ 14 % en 10 ans). En 2023, ils ont dépensé environ 1 194 milliards d'euros de friandise et 4,26 Mrd EUR de confiserie au sens large (2023). En 2022, un Français moyen consommait 8,8 kilogrammes de produits chocolatés.

## Histoire, étymologie, orthographe
Les premiers bonbons étaient probablement à base de miel, puis il y a eu les dragées.
Le mot « bonbon » est constitué d'une répétition de « bon », ce pourquoi il ne s'écrit pas selon la règle générale, c'est-à-dire avec un « m » devant le « b ».
Ce nom désignant une « confiserie sucrée » aurait été introduit au 17e siècle, probablement à partir d'une locution enfantine répétant le mot « bon » (issu du latin bonus). En 1818 apparait le mot bonbonnière (ou drageoir) pour la « boîte à bonbons ». Les bonbons étaient fabriqués par un artisan bonbonnier puis généralement par l'industrie (ou drageoir) ou dans un bocal pour les conserver.
Il apparaît alors dans la littérature enfantine.

## Sociopsychologie et bonbons
Selon lalanne et Tibère (2008), le bonbon « n’est pas qu’un bonbon » ; il a une valeur sociale importante et peut entrer dans des stratégies complexes de don/contre-don.
En Afrique et en Asie et dans de nombreuses populations autochtones amérindiennes, le bonbon était ou est encore moins présent, mais dans les sociétés occidentales, il et présents dans presque tous les commerces alimentaires, superettes, super- et hypermarchés. Le retour des bonbons a été l'un des symboles d'abondance et de retour de la normalité après chaque guerre.
Un historienne, Marie-marthe Proulx-Giroux signale (en 2003) le cas d'une tradition locale de distribution de bonbons bénits, dans la ville du Grand-Sudbury en Ontario.
Après la Seconde Guerre mondiale, la publicité a ancré le bonbon comme aliment-plaisir, aliment-récompense ou un aliment-cadeau destiné aux enfants. Le don de bonbon joue un rôle de liant social dans le rapport adulte-enfant, grands-parents enfants, un symbole de lien social.
S'il est généralement considéré comme hédonique, enfantin et régressif, souvent associé aux fêtes (anniversaire...), des études ont montré que les préadolescents (autres cibles de la publicité) l'utilisent aussi pour leur intégration sociale au collège, voire plus tard ; pour se faire bien voir, par amitié ou parfois de manière transgressive (par exemple pour certains élèves en mangeant des bonbons durant les cours, ce qui pourrait passer pour un acte de rébellion et éventuellement alimenter leur statut social d'élèves audacieux). Le partage de bonbons peut renforcer des amitiés, et inversement le vol ou racket de bonbons peut-être une marque de volonté de domination d’autres élèves en les volant. Le bonbon est aussi une source facile d'addiction exploitée par les industriels du secteur agroalimentaire et les publicitaires.
Dans les années 2000, un enfant moyen occidental est exposé à une quantité significative de publicités (à 12 ans, il aura vu près de 100 000 spots publicitaires dans les médias et dans l'espace public ; et en 2019, « la télévision reste le média le plus regardé par les 4-12 ans (1 h 28 par jour) », soit 1 200 heures de publicité. Aux heures les plus fréquentées par les enfants, les publicités pour les bonbons et d'autres produits sucrés et addictifs sont plus nombreuses (une grande partie des publicités « alimentaires » concernent des produits trop gras, trop salés et/ou trop sucrés pour être sans risques pour la santé, et ces produits sont conçus (y compris leur emballage et les messages subliminaux) pour être addictifs. En 2019, en France, les investissements publicitaires  (1,1 milliard d’euros nets/an en 2018) du secteur alimentaires sont encore très majoritairement faits à la télévision (60 % environ) et de manière croissante sur Internet (20 % environ), et 48 % d’entre eux concernent les produits aux Nutri-Scores classés D et E. Par exemple, en 2018, les publicités pour des produits Nutri-Score D et E étaient 53,3 % des publicités alimentaires vues par les enfants ; et 52,5 % des publicités vues par les adolescents. De plus, Par ailleurs, 50 % de toutes les publicités alimentaires télévisées pour des produits Nutri-Score D et E étaient vues par les enfants et les adolescents aux heures de grande écoute (19-22 h 0 où plus de 20 % des enfants et des adolescents sont devant la télévision, avec ou sans leurs parents). Les enfants sont aussi l'objet d'un ciblage croissant dans l'Internet qui est encore moins réglementé de ce point de vue, or « On sait qu’être exposé à la publicité pour des produits gras, sucrés, salés, crée des préférences et augmente la consommation de ce type de produits, cela augmente également les pressions des enfants exposés sur leurs parents, pour qu’ils en achètent. La publicité a un réel impact sur le comportement alimentaire des enfants et sur les consommations » qui contribuent au surpoids de 17 % des enfants et adolescents français (6-17 ans, dont 4 % sont obèses), surpoids qui peut être une source de stress et d'inégalité pouvant les encourager à consommer encore plus de sucreries apparemment réconfortantes. Depuis 2010, l’OMS recommande de limiter ou interdire ces publicités (le Canada ou le Royaume-Uni l'ont fait, mais en 2024, la France ne l'a pas fait, bien que Santé publique France ait préconisé « d’interdire les publicités sur des produits à plus faible valeur nutritionnelle (Nutri-Score D et E) en télévision et sur Internet, aux moments où les enfants sont les plus nombreux devant les écrans ».

## Composition
Depuis plus d'un siècle, le sucre est son principal ingrédient, en quantité variant selon les recettes. Les fabricants de bonbons et autres sucreries utilisent divers additifs (gélatine, antioxydants, acidifiants, émulsifiant...) pour colorer, texturer, acidifier leurs bonbons.
Certains fabricants cherchent à répondre à la demande sociale de produits meilleurs pour la santé, voire « bons pour la santé » et moins impactants pour la planète, avec par exemple des bonbons gélifiés végétaliens à base de jus de fruits et légumes, un bonbon à la poudre de pêche lyophylisée.

## Aspects organoleptiques
Pour des guides et concours, des jurys dégustent les chocolats et bonbons : en complément de critères objectivables (tels qu'apparence, couleur, poids, volume, dureté, taux de sucre, de gras, de lait, de crème, cacao, fruit, etc.), ils s'intéressent à des critères organoleptiques qui sont plus subjectifs tels que texture et longueur en bouche, goût/odeur/parfum, arômes, fraicheur, douceur ou puissance des goûts, amertume, justesse et équilibre des saveurs, etc.).

## Santé animale
Le chocolat est réputé dangereux pour les chiens, chats, oiseaux, furets, rats, chevaux et d'autres animaux qui ne métabolisent pas la théobromine qu'il contient ; et de manière générale le sucre peut avoir les mêmes effets que chez l'homme (obésité notamment),.
Aux États-Unis, des éleveurs ont nourri leurs vaches avec des déchets et rebuts de l'industrie des bonbons, et ont constaté que les vaches grossissaient plus vite (et donnaient un peu plus de lait).

## Liste des bonbons existants

### Par type
- Berlingot
- Bonbon à l'anis
- Bonbon au lait (ex. : Crème fouettée)
- Bonbon au miel (ex. : Rage des abeilles)
- Bonbon gélatiné (ex. : Marshmallow)
- Bonbon gélifié (ex. : Haribo)
- Calisson
- Caramel et bonbons caramélisés :
  - caramel mou
  - caramel dur
  - caramel au beurre salé

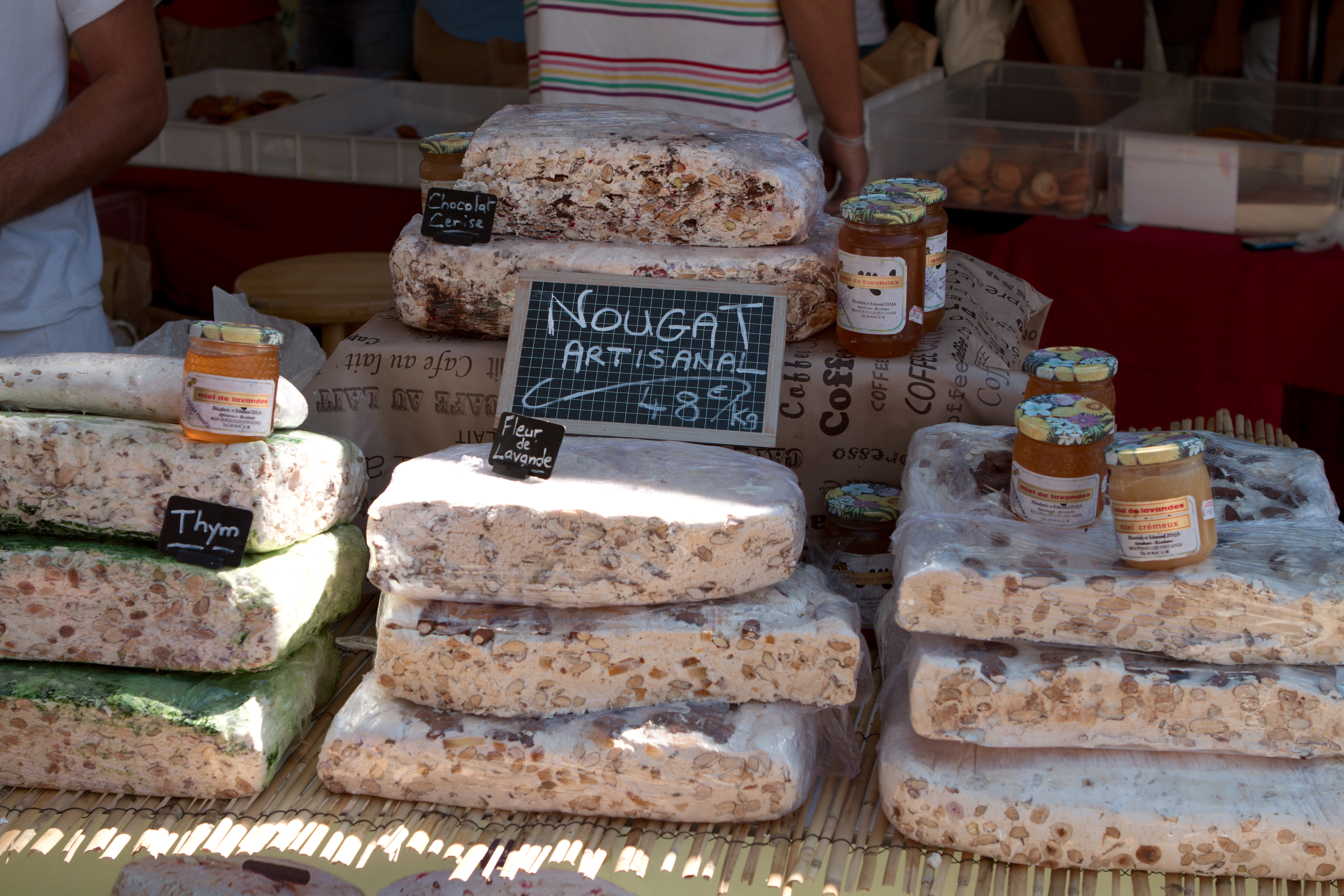
Nougat de Provence.

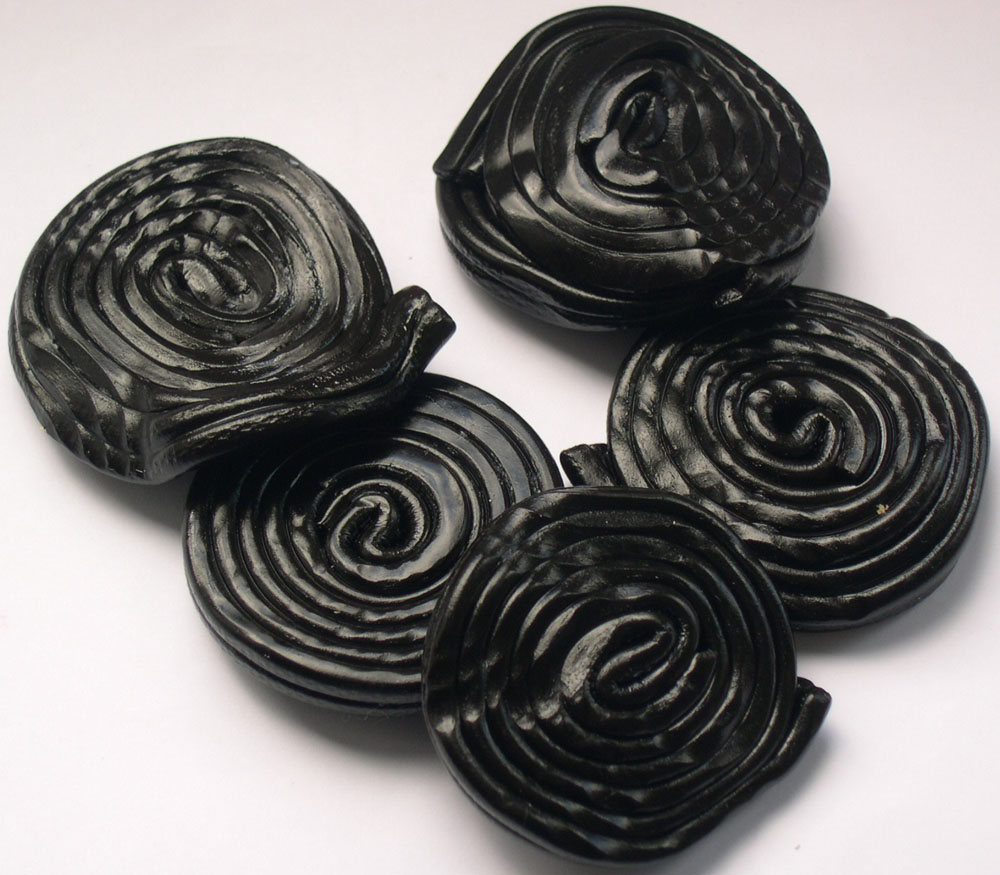
Rouleaux de réglisse.

- Chewing-gum ou gommes à mâcher (ex : Malabar, Freedent)
- Dragée et bonbons dragéifiés (ex: dragibus )
- Guimauve
- Nougat
- Nougatine
- Pastille (ex. : pastille Vichy)
- Praline
- Réglisse et bonbons réglissés (ex. : Twizzlers)
- Sucette (ex. : Chupa Chups)
- Sucre d'orge
- Touron

### Les bonbons traditionnels par pays

#### Belgique
- Babelutte
- Chokotoff
- Couilles de singe
- Cuberdon

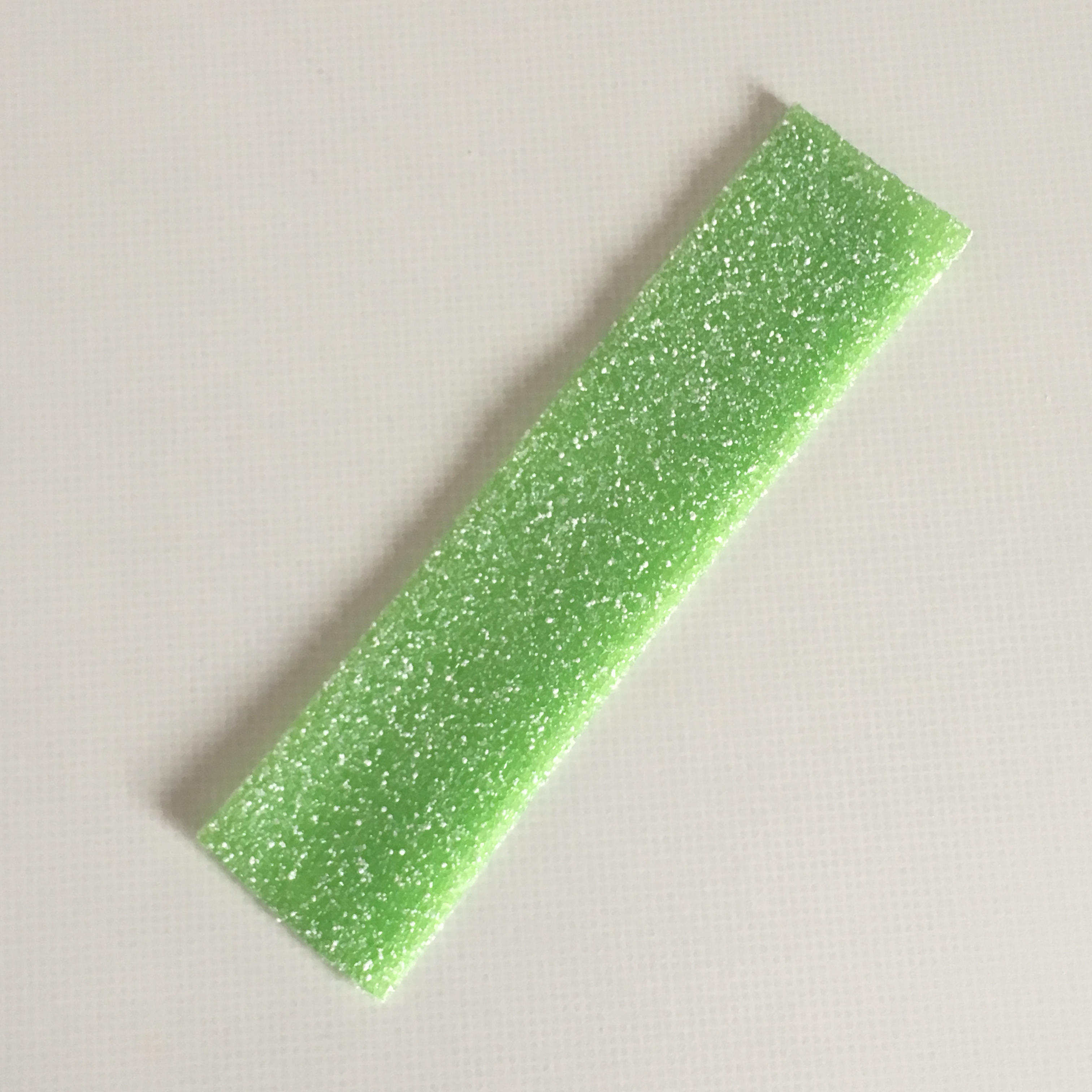
Ruban acidulé.

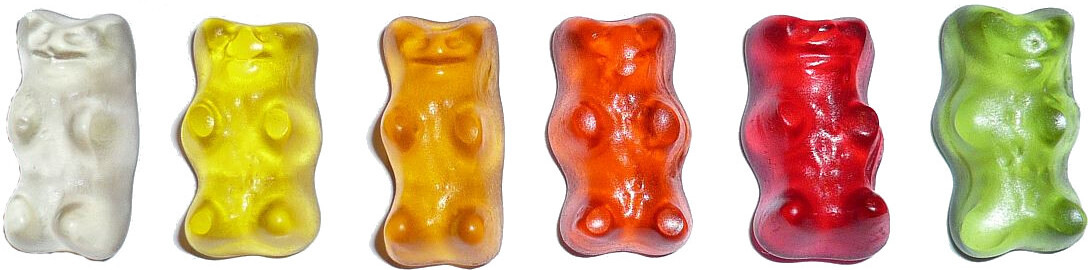
Oursons.

- Guimauve (bonbons souvent en forme de vierge Marie traditionnel de la Saint-Nicolas (à ne pas confondre avec les guimauves, appelées « lards » en Belgique)
- Marzipan (massepain enrobé de chocolat)
- Napoléon

#### Cameroun
- Abaakuru[22]
- Bonbon aleewa[22] ou bonbon Haoussa
- Bonbon tiré
- Toffee africain

#### Canada
- Bonbon au sirop d'érable
- Tire de la Sainte-Catherine

#### Croatie
- Bajadera

#### Danemark
- Antonberg
- Flæskesvær
- Franz Jørgen (Bonbon land)

#### Espagne
- Turrón
- Piñonate

#### États-Unis
- Jelly bean
- Taffy (en)
- Twizzlers, bâton de réglisse rouge torsadé.

#### Finlande
- Tjärpastiller

#### France
| Spécialité                 | Lieu                 | Image |
| -------------------------- | -------------------- | ----- |
| Angélique confite de Niort | Niort                |       |
| Anis de Flavigny           | Flavigny-sur-Ozerain |       |
| Bergamote de Nancy         | Nancy                |       |
| Berlingot de Carpentras    | Carpentras           |       |
| Berlingot de Nantes        | Nantes               |       |
| Berlingot de Pézenas       | Pézenas              |       |
| Bêtises de Cambrai         | Cambrai              |       |
| Boulet de Montauban        | Montauban            |       |
| Cachou Lajaunie            | Toulouse             |       |
| Cailloux du Gave           | Lourdes              |       |
| Calisson                   | Aix-en-Provence      |       |
| Calisson de Montpellier    | Montpellier          |       |
| Caramels d'Isigny          | Normandie            |       |
| Chique                     | Rhône-Alpes          |       |
| Chiques de Bavay           | Bavay                |       |
| Choupette                  | Provence             |       |
| Cocon de Lyon              | Lyon                 |       |
| Coquelicot de Nemours      | Nemours              |       |
| Cotignac d'Orléans         | Orléans              |       |
| Coussin de Lyon            | Lyon                 |       |
| Dragée de Verdun           | Verdun               |       |
| Forestine                  | Bourges              |       |
| Fruits confits d'Apt       | Apt                  |       |
| Gallien de Bordeaux        | Bordeaux             |       |
| Grisettes de Montpellier   | Montpellier          |       |
| Haricot de Soissons        | Soissons             |       |
| Négus de Nevers            | Nevers               |       |
| Niniche                    | Bretagne             |       |
| Nougat de Montélimar       | Montélimar           |       |
| Nougat de Sault            | Sault                |       |
| Nougatine de Nevers        | Nevers               |       |
| Papaline d'Avignon         | Avignon              |       |
| Pastille de Vichy          | Vichy                |       |
| Pastille du mineur         | Nord-Pas-de-Calais   |       |
| Pâte de fruits             | Vaucluse, Auvergne   |       |
| Pomme au Calvados          | Normandie            |       |
| Prasline de Montargis      | Montargis            |       |
| Quernon d'ardoise          | Angers               |       |
| Réglisse d'Uzès            | Uzès                 |       |
| Roudoudou                  |                      |       |
| Sottise de Valenciennes    | Valenciennes         |       |
| Sucre d'orge de Vichy      | Vichy                |       |
| Sucre de Pomme de Rouen    | Rouen                |       |
| Touron catalan             | Perpignan            |       |
| Touron du Pays Basque      | Pays basque          |       |
| Truffe                     |                      |       |
| Violette de Toulouse       | Toulouse             |       |

#### Réunion (France)
- Bonbon piment

#### Italie
- Baci di Dama
- Cuneesi
- Gianduiotti Cafarel
- Massepain
- Nougat

#### Japon
- Oiri

#### Pays-Bas
- Drop
- Hopje

#### Royaume-Uni

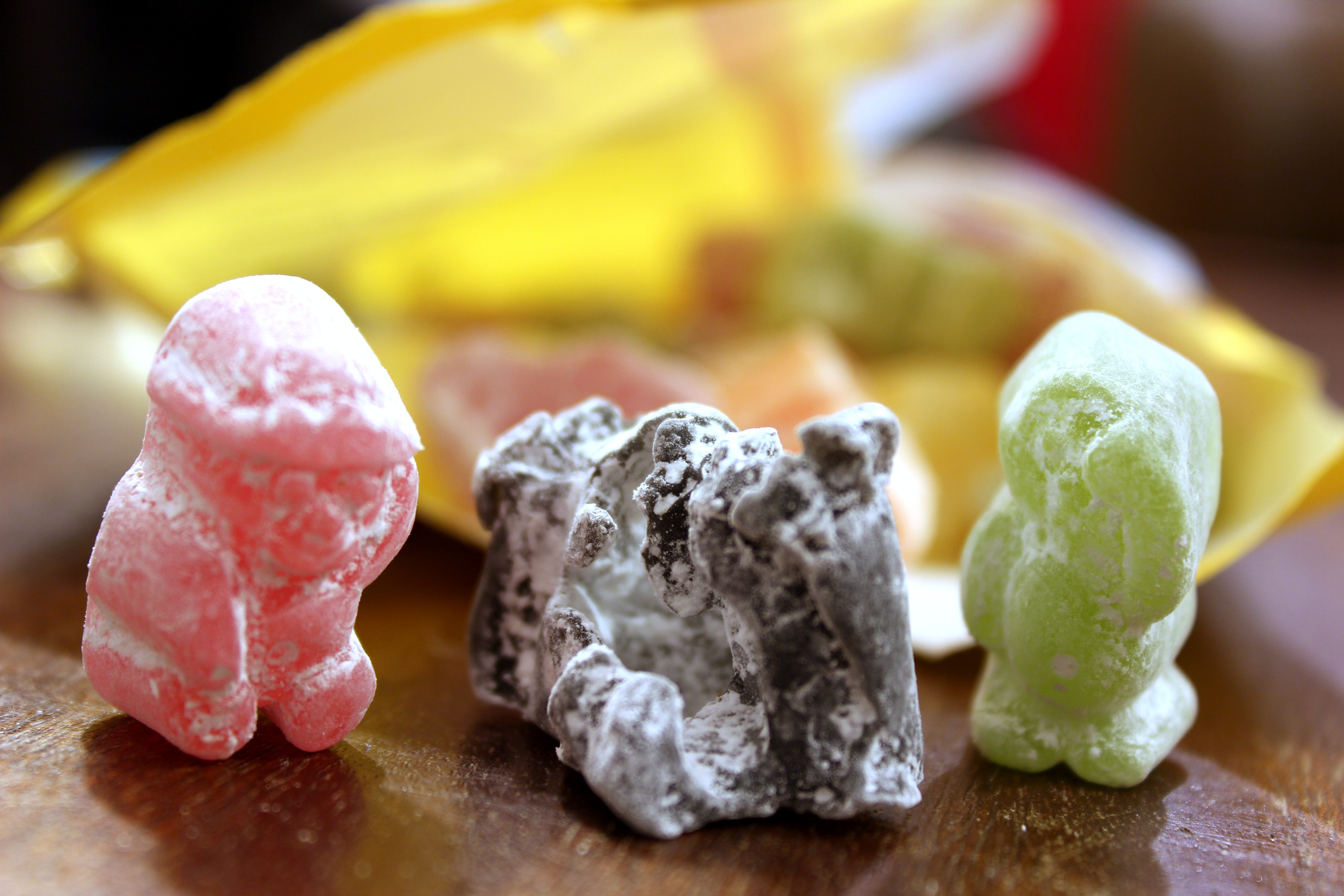
Jelly babies.

- Black Jacks
- Crumbles
- Flake
- Gobstoppers
- Humbug
- Jelly babies (en)

- Liquorice Allsorts
- Cœur d'amour
- Pear drops
- Polo mint
- Sherbets Fountain
- Wine gum (en)

## Utilisation
Des bonbons sont offerts lors de certaines fêtes, comme à Noël ou à la Saint-Nicolas. Pour Halloween, les enfants viennent sonner de portes en portes, déguisés en monstres pour en collecter. À Pâques ce sont le plus souvent des chocolats qui sont offerts.
Un bar à bonbons est une table sur laquelle on dispose plusieurs variétés de bonbons, de différentes couleurs et de différentes formes. Le tout est souvent présenté dans des sacs en plastique. Des bars à bonbons sont parfois présents dans des évènements où un repas est servi. Les invités peuvent s'y servir.
La grande disponibilité de bonbons augmente leur consommation. La Suède, où les confiseries en vrac sont courantes dans les supermarchés, affiche la plus forte consommation de bonbons au monde.

## Ingrédients principaux
Les ingrédients principaux entrant dans la composition des bonbons sont :
- sucre ;
- amidon ;
- colorants ;
- arôme.

Ces ingrédients sont utilisés dans la confection des bonbons industriels ; on trouve d'autres composants dans les confiseries plus traditionnelles comme les violettes.